# لیسا هاموند
لیسا هاموند (انگلیسی: Lisa Hammond؛ زادهٔ ۳ ژوئن ۱۹۷۸) بازیگر اهل بریتانیا است. وی از سال ۱۹۹۴ میلادی تاکنون مشغول فعالیت بوده‌است.
از فیلم‌ها یا برنامه‌های تلویزیونی که وی در آن نقش داشته‌است، می‌توان به ایست‌اندرز و ورا اشاره کرد.